# Hampus Lindholm
Hampus Lindholm (* 20. ledna 1994, Helsingborg) je švédský hokejový obránce hrající v severoamerické National Hockey League (NHL) za tým Boston Bruins, v roce 2012 byl draftován Anaheim Ducks ze 6. pozice jako nejvýše postavený švédský hokejista v tomto draftu.

## Hráčská kariéra
V sezóně 2009/10 nastupoval za švédský juniorský tým Jonstorps U20, za který zaznamenal 3 kanadské body (jedna branka a dvě asistence) ve třech zápasech. Následující ročník odehrál v J20 SuperElit, kde si za juniorským tým Rögle BK připsal v 39 utkáních 4 asistence.
V sezóně 2011/12 načal Lindholm svou profesionální kariéru v prvním týmu Rögle, ve kterém si v celkem 20 zápasech připsal čtyři body. V juniorském týmu byl pak zvolen nejlepším obráncem Super Elit. Lindholm patřil mezi nejlepší vyhlídky Centrálního úřadu skautingu NHL, který mu ve Vstupním draftu NHL 2012 přisuzoval čtvrté místo mezi bruslaři hrajícími v Evropě, což se taky potvrdilo, když si ho hned v 1. kole jako 6. celkově vybral tým Anaheim Ducks.
Následně se přesunul do Severní Ameriky, kde v první sezóně 2012/13 nastupoval v American Hockey League (AHL) za tým Norfolk Admirals, farmářské mužstvo Ducks. V této sezóně nastoupil do 44 utkání, ve kterých ukořistil 11 bodů za 1 gól a 10 asistencí.
Dne 6. listopadu 2013 vstřelil svou první branku v National Hockey League (NHL), když v utkání proti Phoenix Coyotes překonal kanadského brankáře Mikea Smithe.

## Reprezentační kariéra
Jeho první zkušeností ve švédském dresu na velkém turnaji bylo Mistrovství světa do 18 let v Česku v roce 2012, kde s mužstvem vybojoval po prohře ve finále s USA stříbrné medaile. Švédským výběrem byl zvolen jako jeden ze tří nejužitečnějších hráčů svého týmu. Rovněž získal cenu nejlepšího hráče zápasu svého mužstvu v zápasech proti Finsku a Švýcarsku.
V důsledku otřesu mozku nemohl odehrát MSJ 2013 v Rusku.
Dne 24. srpna 2016 nahradil v nominaci pro Světový pohár v ledním hokeji 2016 v Torontu vedenou Rikardem Grönborgem obránce Niklase Kronwalla. S týmem obsadil konečné 3. místo, když prohráli po prodloužení v semifinále s Výběrem Evopry výsledkem 2:3. Do turnaje však nezasáhl.

## Herní styl
Lindholm je obránce platný směrem dozadu i dopředu, s dobrou rozehrávkou puku. Jeho bruslení a hokejové myšlení jsou u tohoto hráče obdivovány. Jeho kariéru dosti ovlivnil bývalý obránce Kenny Jönsson, a jako jednoho ze svých vzorů uvedl Lindholm obránce Nicklase Lidströma.

## Klubové statistiky
| Sezona      | Klub             | Soutěž      | Základní část | Základní část | Základní část | Základní část | Základní část | Play off | Play off | Play off | Play off | Play off |
| Sezona      | Klub             | Soutěž      | Z             | G             | A             | B             | TM            | Z        | G        | A        | B        | TM       |
| ----------- | ---------------- | ----------- | ------------- | ------------- | ------------- | ------------- | ------------- | -------- | -------- | -------- | -------- | -------- |
| 2010/11     | Rögle BK         | J20         | 39            | 0             | 4             | 4             | 34            | 3        | 0        | 0        | 0        | 0        |
| 2011/12     | Rögle BK         | J20         | 28            | 5             | 12            | 17            | 16            | —        | —        | —        | —        | —        |
| 2011/12     | Rögle BK         | Allsv       | 20            | 1             | 3             | 4             | 12            | 10       | 1        | 4        | 5        | 6        |
| 2012/13     | Norfolk Admirals | AHL         | 44            | 1             | 10            | 11            | 16            | —        | —        | —        | —        | —        |
| 2013/14     | Anaheim Ducks    | NHL         | 78            | 6             | 24            | 30            | 36            | 11       | 0        | 2        | 2        | 0        |
| 2014/15     | Anaheim Ducks    | NHL         | 78            | 7             | 27            | 34            | 32            | 16       | 2        | 8        | 10       | 10       |
| 2015/16     | Anaheim Ducks    | NHL         | 80            | 10            | 18            | 28            | 40            | 7        | 0        | 3        | 3        | 0        |
| 2016/17     | Anaheim Ducks    | NHL         | 66            | 6             | 14            | 20            | 36            | 17       | 1        | 3        | 4        | 10       |
| 2017/18     | Anaheim Ducks    | NHL         | 69            | 13            | 18            | 31            | 34            | 4        | 1        | 1        | 2        | 2        |
| 2018/19     | Anaheim Ducks    | NHL         | 76            | 6             | 22            | 28            | 44            | —        | —        | —        | —        | —        |
| 2019/20     | Anaheim Ducks    | NHL         | 56            | 2             | 21            | 23            | 34            | —        | —        | —        | —        | —        |
| 2020/21     | Anaheim Ducks    | NHL         | 18            | 2             | 4             | 6             | 16            | —        | —        | —        | —        | —        |
| 2021/22     | Anaheim Ducks    | NHL         | 61            | 5             | 17            | 22            | 42            | —        | —        | —        | —        | —        |
| 2021/22     | Boston Bruins    | NHL         | 10            | 0             | 5             | 5             | 4             | 4        | 0        | 0        | 0        | 0        |
| 2022/23     | Boston Bruins    | NHL         | 80            | 10            | 43            | 53            | 56            | 7        | 0        | 0        | 0        | 4        |
| 2023/24     | Boston Bruins    | NHL         | 73            | 3             | 23            | 26            | 63            | 13       | 1        | 3        | 4        | 8        |
| NHL celkově | NHL celkově      | NHL celkově | 745           | 70            | 236           | 306           | 437           | 79       | 5        | 20       | 25       | 34       |

### Reprezentační statistiky
| 2012            | Švédsko 18      | MS18            | Stříbrná medaile | 6  | 0 | 4 | 4 | 4 |
| 2018            | Švédsko         | MS              | Zlatá medaile    | 10 | 0 | 6 | 6 | 4 |
| Junioři celkově | Junioři celkově | Junioři celkově | Junioři celkově  | 6  | 0 | 4 | 4 | 4 |
| Senioři celkově | Senioři celkově | Senioři celkově | Senioři celkově  | 10 | 0 | 6 | 6 | 4 |

### Ocenění a úspěchy
| Ocenění         | Sezóna / Rok |
| --------------- | ------------ |
| NHL             |              |
| All-Rookie Team | 2013/14      |

#### Profily
- Hampus Lindholm – statistiky na Hockeydb.com (anglicky)
- Hampus Lindholm – statistiky na Elite Prospects (anglicky)
- Hampus Lindholm – statistiky na NHL.com

| Předchůdce               | Hampus Lindholm                           | Nástupce               |
| Rickard Rakell (Švédsko) | Výběr v prvních kolech Anaheim Ducks 2012 | Shea Theodore (Kanada) |